# Waco 10

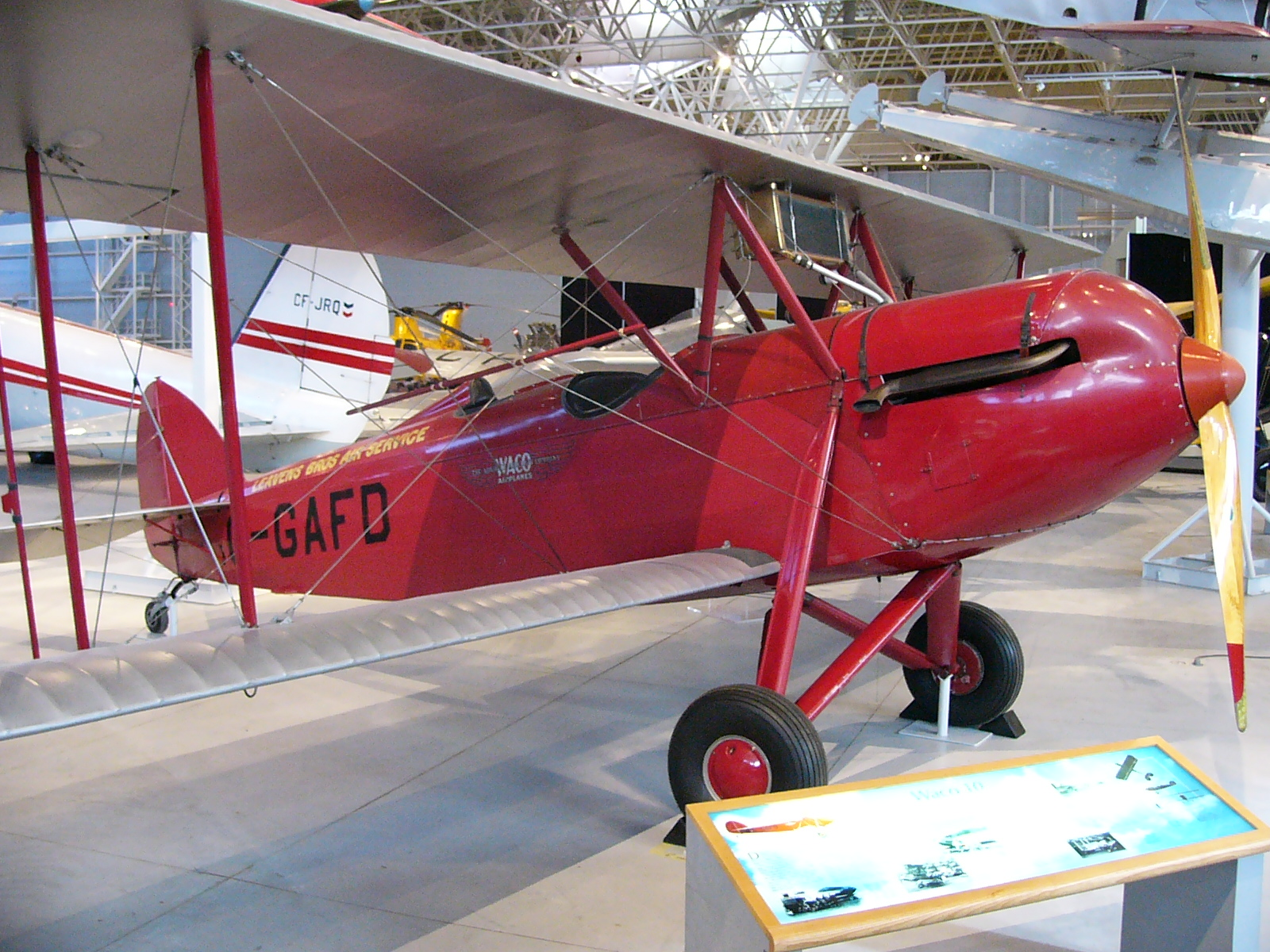
Waco 10 (hay GXE) tại Bảo tàng Hàng không Canada.

Seri Waco 10/GXE/Waco O là một loạt các máy bay hai tầng cánh do hãng Advance Aircraft Company, sau là Waco Aircraft Company.

## Quốc gia sử dụng

### Quân sự
Cuba
- Không quân Cuba

 Ecuador
- Không quân Ecuador

 El Salvador
- Không quân El Salvador

 Guatemala
- Không quân Guatemala

## Tính năng kỹ chiến thuật (Waco GXE)
{{Thông số kỹ thuật máy bay
|plane or copter?=plane
|jet or prop?=prop
|ref= Aerofiles<ref name="Aerofiles">Aerofiles (2009). "Waco". Truy cập ngày 10 tháng 6 năm 2009. {{Chú thích web}}: Đã bỏ qua tham số không rõ |airfoil= (trợ giúp); Đã bỏ qua tham số không rõ |area alt= (trợ giúp); Đã bỏ qua tham số không rõ |capacity= (trợ giúp); Đã bỏ qua tham số không rõ |climb rate alt= (trợ giúp); Đã bỏ qua tham số không rõ |climb rate main= (trợ giúp); Đã bỏ qua tham số không rõ |crew= (trợ giúp); Đã bỏ qua tham số không rõ |cruise speed alt= (trợ giúp); Đã bỏ qua tham số không rõ |cruise speed main= (trợ giúp); Đã bỏ qua tham số không rõ |empty weight alt= (trợ giúp); Đã bỏ qua tham số không rõ |empty weight main= (trợ giúp); Đã bỏ qua tham số không rõ |engine (prop)= (trợ giúp); Đã bỏ qua tham số không rõ |height alt= (trợ giúp); Đã bỏ qua tham số không rõ |height main= (trợ giúp); Đã bỏ qua tham số không rõ |length alt= (trợ giúp); Đã bỏ qua tham số không rõ |length main= (trợ giúp); Đã bỏ qua tham số không rõ |loaded weight alt= (trợ giúp); Đã bỏ qua tham số không rõ |loaded weight main= (trợ giúp); Đã bỏ qua tham số không rõ |max speed alt= (trợ giúp); Đã bỏ qua tham số không rõ |max speed main= (trợ giúp); Đã bỏ qua tham số không rõ |number of props= (trợ giúp); Đã bỏ qua tham số không rõ |payload alt= (trợ giúp); Đã bỏ qua tham số không rõ |payload main= (trợ giúp); Đã bỏ qua tham số không rõ |power alt= (trợ giúp); Đã bỏ qua tham số không rõ |power main= (trợ giúp); Đã bỏ qua tham số không rõ |range alt= (trợ giúp); Đã bỏ qua tham số không rõ |range main= (trợ giúp); Đã bỏ qua tham số không rõ |span alt= (trợ giúp); Đã bỏ qua tham số không rõ |span main= (trợ giúp); Đã bỏ qua tham số không rõ |stall speed alt= (trợ giúp); Đã bỏ qua tham số không rõ |stall speed main= (trợ giúp)